# Tommy Albelin
Thomas Albelin (* 21. Mai 1964 in Stockholm) ist ein ehemaliger schwedischer Eishockeyspieler (Verteidiger) und derzeitiger -trainer, der von 1987 bis 2006 für die Québec Nordiques, New Jersey Devils und Calgary Flames in der National Hockey League spielte. Seit Juli 2024 ist er in der NHL als Assistenztrainer der New York Islanders tätig.

## Karriere
Ab 1982 war er für Djurgårdens IF Stockholm in der Elitserien aktiv und wurde in seinem ersten Jahr dort auch schwedischer Meister. Beim NHL Entry Draft 1983 wählten die Québec Nordiques ihn in der achten Runde als 152. aus. Er verblieb jedoch in Schweden und spielte für die schwedische Eishockeynationalmannschaft bei den Eishockey-Weltmeisterschaften 1985, 1986 und 1987. Bei der letzten davon wurde er mit seinem Land Weltmeister.
Erst zur Saison 1987/88 wechselte er nach Quebec. Nach einer guten ersten Saison bei den Nordiques wurde er im zweiten Jahr auch im AHL-Farmteam bei den Halifax Citadels eingesetzt. Im Dezember 1989 folgte dann der Wechsel zu den New Jersey Devils.
In den acht Jahren bei den Devils wurde er stets als solider Verteidiger geschätzt, musste aber auch immer wieder einmal in die AHL, anfangs zu den Utica Devils, später zu den Albany River Rats. Mit den Devils gewann er in der Saison 1994/95 den Stanley Cup. Im Jahr darauf wurde er gemeinsam mit Cale Hulse und Jocelyn Lemieux im Tausch für Phil Housley und Dan Keczmer an die Calgary Flames abgegeben, spielte dort die Saison zu Ende und blieb weitere fünf Jahre bei den Flames. In diese Zeit fiel auch seine Teilnahme an den Olympischen Winterspielen 1998 in Nagano.
Nachdem im Sommer 2001 sein Vertrag ausgelaufen war, kehrte er zu den Devils zurück und konnte dort zum Ende der Saison 2002/03 seinen zweiten Stanley Cup gewinnen. Nach einer weiteren Saison bei den Devils erklärte er im Sommer 2004 seinen Rücktritt. Als die NHL nach einem Jahr Streik den Spielbetrieb wieder aufnahm, ließ er sich zu einer Rückkehr überreden und spielte noch einmal 36 Spiele in der regulären Saison und zwei weitere in den Playoffs.

### Trainer
Nach Beendigung seiner aktiven Laufbahn blieb Albelin in der Organisation der New Jersey Devils aktiv und war zunächst von 2007 bis 2010 unter Brent Sutter und Jacques Lemaire als Assistenztrainer der NHL-Franchise aus Newark im US-Bundesstaat New Jersey tätig, ehe der Schwede zur Saison 2010/11 bei deren Farmteam Albany Devils in derselben Position engagiert wurde.
Nachdem Scott Stevens nach der Saison 2013/14 als Assistenztrainer der New Jersey Devils zurückgetreten war, übernahm Albelin seinen Posten unter Cheftrainer Peter DeBoer. Nachdem in John Hynes im Juni 2015 ein neuer Cheftrainer vorgestellt wurde, schieden Albelin und Mike Foligno aus ihren Assistenztrainer-Positionen aus.
Im Juli 2016 wurde er zum Co-Trainer der Schweizer Nationalmannschaft ernannt. Diese Position hatte er bis zum Ende der Saison 2023/24 inne und bestritt in dieser Zeit alle großen Turniere mit der Mannschaft. Im Juli 2024 gelang ihm die Rückkehr in die NHL, indem er von den New York Islanders als Assistent von Cheftrainer Patrick Roy verpflichtet wurde.

## Sportliche Erfolge
- Schwedischer Meister: 1983
- Stanley Cup: 1995 und 2003
- Eishockey-Weltmeister: 1987
- 1986 Silbermedaille bei der Weltmeisterschaft
- 2018 Silbermedaille bei der Weltmeisterschaft (als Assistenztrainer)

### Persönliche Auszeichnungen
- Schwedisches World All-Star Team: 1987 und 1997